# Knüll – Storkenberg
Das Naturschutzgebiet Knüll-Storkenberg liegt mit einer Größe von 78,94 ha im nördlichen Gebiet der Stadt Halle (Westf.). Es wird mit der Nummer GT-033 geführt und ist FFH-Vorschlagsgebiet.
Es wurde insbesondere zum Erhalt wildlebender Tier- und Pflanzenarten von Buchenwäldern, eines Bachoberlaufes mit Tümpel-Quelle, von Großseggen und extensiv genutzten (Feucht-)Grünlandgesellschaften ausgewiesen.
Darüber hinaus kommen im lichten Niederwald wärmeliebende Pflanzenarten der Krautschicht und Kalk-Halbtrockenrasen mit den dafür typischen Tierarten vor. Das Gebiet besteht aus zwei nebeneinanderliegenden Erhebungen im Teutoburger Wald, dem Knüll 254 m ü. NHN und dem östlich davon gelegenen Storkenberg 234 m ü. NN, sowie dem sie verbindenden dazwischenliegenden Wiesental. Im Bereich Storkenberg befindet sich ein offengelassener Steinbruch, der in das Gebiet mit einbezogen ist.
Im Gebiet des Knüll befinden sich mehrere Sehenswürdigkeiten. Dies sind ein Einzel- und ein Familienwaldgrab, sowie der Aussichtspunkt Kaffeemühle (siehe dazu auch Halle (Westf.)), und die Denkmäler zu Ehren Walther von der Vogelweides und Hermann Hagedorns. Auch ein ausgeschilderter Waldlehrpfad befindet sich hier. Das Walther von der Vogelweide-Denkmal und die Kaffeemühle sind Stationen auf dem Kulturpfad Teutoburger Wald Laibachweg.

## Galerie
|  |  |